# نيكسار
نيكسار هي مدينة في مقاطعة توقاد، تركيا. سبق وأن كانت عاصمة المقاطعة. تُعرف أيضًا باسم جوكوروفا شمال الأناضول لإنتاجها للعديد من أنواع الفواكه والخضروات باستثناء الحمضيات. في 2 مايو 2018، أُدرجت المدينة في قائمة التراث العالمي المؤقتة.